# Stubton
Stubton – wieś w Anglii, w hrabstwie Lincolnshire. Leży 27 km na południowy zachód od Lincoln i 172 km na północ od Londynu.